# Microcotyle
Genre
Microcotyle est un genre de monogènes Polyopisthocotylea de la famille des Microcotylidae qui comprend de nombreuses espèces parasitant des branchies de poissons.

## Liste d'espèces
Selon World Register of Marine Species (3 février 2019) :
- Microcotyle aigoi Ishii & Sawada, 1938 [4]
- Microcotyle algeriensis Ayadi, Gey, Justine & Tazerouti, 2017 [5]
- Microcotyle angelichthys MacCallum, 1913 [6]
- Microcotyle archosargi MacCallum, 1913 [6]
- Microcotyle argenticus Hadi & Bilqees, 2011 [7]
- Microcotyle arripis Sandars, 1945 [8]
- Microcotyle bassensis Murray, 1931 [9]
- Microcotyle bothi Yamaguti, 1968 [10]
- Microcotyle branchiostegi Yamaguti, 1937 [11]
- Microcotyle brevis Dillon & Hargis, 1965 [12]
- Microcotyle caudata  Goto, 1984 [13]
- Microcotyle centrodonti  Brown, 1929 [14]
- Microcotyle centropristis  MacCallum, 1915[15].
- Microcotyle cepolae  Yamaguti, 1938 [16]
- Microcotyle constricta Robinson, 1961 [17]
- Microcotyle danielcarrioni (Martinez & Barrantes, 1977) Bouguerche, Gey, Justine and Tazerouti, 2019 [18]
- Microcotyle ditrematis  Yamaguti, 1940 [19]
- Microcotyle donavini  Van Beneden & Hesse, 1863 [20],[1]
- Microcotyle elegans  Goto, 1894 [13]
- Microcotyle emmelichthyops Yamaguti, 1968 [10]
- Microcotyle erythrini Van Beneden & Hesse, 1863 [20]
- Microcotyle eueides MacCallum & MacCallum, 1913 [21]
- Microcotyle fistulariae  Mamaev, 1989 [22]
- Microcotyle furcata Linton, 1940 [23]
- Microcotyle fusiformis Goto, 1894 [13]
- Microcotyle gimpo Yamaguti, 1958 [24]
- Microcotyle guanabarensis Bravo-Hollis & Kohn, 1990 [25]
- Microcotyle hainanensis [26]
- Microcotyle helotes Sandars, 1944 [27]
- Microcotyle hiatulae Goto, 1899 [28]
- Microcotyle inglisi Gupta & Krishna, 1980 [29]
- Microcotyle jonii Hadi, Bilqees & Khatoon, 2011[30]
- Microcotyle korathai Gupta & Krishna, 1980 [29]
- Microcotyle lichiae Ariola, 1899 [31]
- Microcotyle longirostri Robinson, 1961 [17]
- Microcotyle macropharynx Mamaev, 1989 [22]
- Microcotyle mouwoi Ishii & Sawada, 1938 [32]
- Microcotyle moyanoi (Villalba & Fernandes, 1986) Bouguerche, Gey, Justine and Tazerouti, 2019 [33]
- Microcotyle nemadactylus Dillon & Hargis, 1965 [12]
- Microcotyle neozealanica Dillon & Hargis, 1965 [12]
- Microcotyle oceanica Caballero, Bravo-Hollis & Grocott, 1953 [34]
- Microcotyle odacis Sandars, 1945 [8]
- Microcotyle omani Machkewskyi, Dmitrieva, Al-Jufaili & Al-Mazrooei, 2013 [35]
- Microcotyle otrynteri Pearse, 1949 [36]
- Microcotyle pacifica Crane, 1972 [37]
- Microcotyle pempheri Machida & Azaki, 1977 [38]
- Microcotyle pentapodi Sandars, 1944 [27]
- Microcotyle peprili Pearse, 1949 [36]
- Microcotyle polymixiae Yamaguti, 1968 [10]
- Microcotyle pomacanthi MacCallum, 1915 [15]
- Microcotyle pomatomi Goto, 1899 [28]
- Microcotyle pontica Pogorel'tseva, 1964 [39]
- Microcotyle poronoti MacCallum, 1915 [15]
- Microcotyle pseudopercis Amato & Cezar, 1994 [40]
- Microcotyle rubrum Hadi & Bilqees, 2010 [41]
- Microcotyle sebastis Goto, 1894 [13]
- Microcotyle sebastisci Yamaguti, 1958 [24]
- Microcotyle stenotomi Goto, 1899 [28]
- Microcotyle tampicensis (Caballero & Bravo-Hollis, 1972) Mamaev, 1986 [42]
- Microcotyle tanago Yamaguti, 1940 [19]
- Microcotyle toba Ishii & Sawada, 1938 [32]
- Microcotyle victoriae Woolcock, 1936 [43]
- Microcotyle visa Bouguerche, Gey, Justine & Tazerouti, 2019 [44]
- Microcotyle zalembius Crane, 1972 [37]

## Publication originale
- P. J. Van Beneden, C. E. Hesse, Recherches sur les bdellodes ou hirudinées et les trématodes marins (publication), Inconnu, Bruxelles, 1863, [lire en ligne].